# Józef Długosz (żołnierz)
Józef Długosz, pseudonim „Dziadek” (ur. 10 października 1897 w Równem, zm. 1966 tamże) – dowódca plutonu w placówce AK Dukla OP-15, kierownik Koła Gminnego WiN Nadole, działacz Rady Powiatowej WiN Krosno, rolnik.

## Życiorys
W latach 1946–1947 czynny w konspiracji WiN na terenie Rady Powiatowej WiN Krosno - był kierownikiem koła Gminnego WiN Nadole. Zajmował się kolportażem prasy konspiracyjnej i ulotek. Sprawozdania przekazywał do kierownika Rady Powiatowej WiN Krosno. Zatrzymany przez funkcjonariuszy WUBP Rzeszów 14 października 1947 i uwięziony w areszcie PUBP w Krośnie, gdzie przeszedł ciężkie przesłuchania. Przebywał na Zamku w Rzeszowie. Sądzony w grupie działaczy WiN Rady Krosno. Wyrokiem WSR Rzeszów, sygn. akt Sr. 152/48 z 7 maja 1948 został skazany na karę 12 lat. W wyniku rewizji wyroku NSW w Warszawie w dniu 30 czerwca 1948 złagodzono mu karę do 10 lat więzienia. Więziony po procesie w Zakładzie Karnym Rzeszów, potem w ZK Przemyśl, skąd został przetransportowany do Centralnego Więzienia Karnego we Wronkach i tu osadzony 28 września 1948. Początek wykonania kary 14 października 1947, upływ kary 14 października 1957. W dniu 1 kwietnia 1949 przetransportowany z CWK Wronki do więzienia w Przemyślu do dyspozycji WUBP Rzeszów. Do CWK Wronki powraca z ZK Przemyśl 25 czerwca 1949. Postanowieniem Zgromadzenia Sędziów NSW w Warszawie z 6 kwietnia 1955 złagodzono mu karę do 7 lat i 6 miesięcy i zarządzono jego zwolnienie.
Zwolniony 19 kwietnia 1955 z więzienia ze znacznym ubytkiem zdrowia powraca do rodzinnej miejscowości Równe, gdzie zmarł w 1966.